# Figulus papuanus
Figulus papuanus là một loài bọ cánh cứng trong họ Lucanidae. Loài này được Gestro mô tả khoa học năm 1881.